# Спіро Вільям Бернгардович
Спіро Вільям Бернгардович (1883, Одеса, Херсонська губернія, Російська імперія — 1939 о. Мен, Велика Британія) — політичний та громадський діяч міжнародного та російського соціалістичного руху. Член ВЦВК Радянської Росії, комісар Чорноморського флоту.

## Життєпис
Народився у купецькій сім'ї. Його батько, Бернард Авраамович Спіро (він же Теффер), походив із стану особистих почесних громадян, був вихрестом.
Вільям Спіро мав вищу освіту.

Відомо, що дорослим жив до 1917 року у Копенгагені, де за 1915—1916 роки набув великих статків граючи на біржі. Його маєтності (вілла, кошти, акції і т. ін.) знаходились у Данії (Копенгаген) в розпорядженні його родини.
До того ж часу вже мав і підтримував зв'язок з політичною еміграцією із Російської імперії — соціалістами-революціонерами та соціал-демократами.